# Josef Bejček (právník)
Josef Bejček (* 15. října 1952 Boskovice) je právník a vysokoškolský pedagog. Zabývá se zejména obchodním právem, občanským a antimonopolním právem. V letech  1995 - 2001 byl děkanem Právnické fakulty a poté vedl do roku 2019 katedru obchodního práva Právnické fakulty Masarykovy univerzity a působil též jako  advokát. 

## Život
V roce 1976 absolvoval Právnickou fakultu University Jana Evangelisty Purkyně v Brně (dnes Masarykova univerzita), na níž stále vyučuje.  Již v době svých studií pracoval  na tamní katedře hospodářského práva jako lektor na poloviční úvazek. V r. 1978  získal titul doktora práv, v roce 1984 se stal kandidátem věd. Působil jako docent hospodářského  a obchodního práva, v roce 1998 byl jmenován profesorem.  
V letech 1995–1998 a 1998-2001 byl  děkanem Právnické fakulty Masarykovy univerzity.  Od roku 2001 do roku 2019 vedl katedru obchodního práva, poté působil jako zástupce vedoucího. Byl členem řady vědeckých rad, členem a předsedou redakčních rad odborných recenzovaných časopisů, členem několika mezinárodních odborných společností a dlouholetým zahraničním recenzentem pro odborné časopisy a grantové agentury.
Byl členem a předsedou Akademického senátu fakulty a dlouholetým členem Akademického senátu MU a členem několika poradních orgánů rektora MU.  Působil  v  komisi pro společenské vědy Rady vlády ČR pro vědu a výzkum, pracoval jako člen pracovní skupiny Akreditační komise Ministerstva školství, mládeže a tělovýchovy ČR a jako člen Přezkumné komise Národního akreditačního úřadu. Byl i  členem několika mezinárodních akreditačních komisí. Jako dlouholetý fakultní koordinátor rozvinul internacionalizaci fakulty a mezinárodních studentských výměn v programu SOCRATES (ERASMUS).
Byl stipendiantem Institutu Maxe Plancka v Mnichově a Julius-Maximilians-Universität ve Würzburgu; opakovaně působil jako hostující profesor v Aix-en-Provence a jako pravidelný stážista i příležitostný přednášející na univerzitách a institutech v několika evropských zemích i v zámoří.
Josef Bejček je  autorem celé řady skript a učebnic hospodářského práva a obchodního práva, autorem a spoluautorem několika monografií vč. zahraničních a autorem několika set odborných statí i právně popularizačních textů. Vystoupil na desítkách odborných konferencí v tuzemsku i v zahraničí.  Odborně se zaměřuje především na problematiku hospodářského a obchodního a občanského práva (zejména práva smluvního a deliktního, práva korporátního a práva na ochranu soutěže). 
Byl řešitelem a spoluřešitelem několika grantů udělených Grantovou agenturou ČR. Vedl jako školitel mnoho úspěšných doktorandů a pravidelně se zapojoval do programů specifického výzkumu. 
Vedle akademické činnosti byl od r. 1991 komerčním právníkem a později advokátem. V této pozici vystupoval několikrát jako právní expert ČR v mezinárodních arbitrážích.  S aplikovaným právem si udržoval kontakt i jako rozhodce Rozhodčího soudu při Hospodářské komoře ČR a Agrární komoře ČR, jako přednášející pro odbornou veřejnost a právní publicista. Dlouhodobě působil také ve statutárních a dozorčích orgánech v korporátní sféře. Od samotného vzniku antimonopolního úřadu (Ministerstvo pro hopodářskou soutěž, později Úřad pro ochranu hospodářské soutěže) byl členem jeho přezkumného orgánu. 
V roce 2022 u příležitosti jubilea 70. let mu kolegové připravili sborník, do kterého přispěli renomovaní autoři z české i slovenské akademie i právní praxe.